# Ljutac
Koordinati:   43°47′23″N, 15°39′32″ELjutac je majhen nenaseljen otoček v Jadranskem morju, ki pripada Hrvaški.
Otoček leži v jugovzhodnem delu Murterskega kanala, okoli 0,6 km zahodno od otoka Murter in 2 km jugovzhodno od mesta Tisno. Njegova površina meri 0,090 km². Dolžina obalnega pasu je 1,25 km. Najvišji vrh je visok 45 mnm.